# Ocopexco
Ocopexco är en ort i Mexiko.   Den ligger i kommunen Atlixtac och delstaten Guerrero, i den sydöstra delen av landet, 220 km söder om huvudstaden Mexico City. Ocopexco ligger 2 246 meter över havet och antalet invånare är 383.
Terrängen runt Ocopexco är huvudsakligen kuperad, men söderut är den bergig. Runt Ocopexco är det ganska glesbefolkat, med 43 invånare per kvadratkilometer. Närmaste större samhälle är Escalerilla Lagunas, 5,0 km söder om Ocopexco. I omgivningarna runt Ocopexco växer huvudsakligen savannskog.